# Werner Kremm
Werner Kremm (* 7. Oktober 1951 in Sânnicolau Mare (deutsch Großsanktnikolaus), Volksrepublik Rumänien) ist ein rumänischer Autor und Journalist.

## Leben
Kremm entstammt der Volksgruppe der rumäniendeutschen Banater Schwaben. Er studierte Germanistik und Rumänistik in Timișoara. Er war Gründungsmitglied des Literaturkreises Aktionsgruppe Banat, der von 1972 bis 1975 bestand. Die Autorengruppe wurde zeitweilig toleriert, später aber vom rumänischen Geheimdienst Securitate drangsaliert. Kremm zog sich aus der literarischen Öffentlichkeit zurück. Als einziges Mitglied der Gruppe verblieb Kremm in Rumänien; die anderen Mitglieder reisten bis 1988 in die Bundesrepublik Deutschland aus.
Werner Kremm arbeitete darauf als Journalist für die Tageszeitung „Neuer Weg“, heute die Allgemeine Deutsche Zeitung für Rumänien. Später war er als Leiter der Redaktion der Banater Zeitung tätig. Er veröffentlichte unter anderem im Tagesspiegel und arbeitete als Übersetzer.

## Kremm in der rumäniendeutschen Diskussion
Um 2010 verdichte sich der Verdacht gegen einige rumäniendeutsche Autoren, darunter Oskar Pastior, mit der Securitate zusammengearbeitet zu haben.
In der resultierenden intellektuellen Debatte rumäniendeutscher Autoren meinte Kremm, dass wenn ihm „absurderweise ein Pastior-Preis angeboten würde, würde ich ihn nicht annehmen - eben weil ich keinen Preis annehmen würde, der letztendlich von einem ehemaligen Securitate-Spitzel gestiftet wurde.“ Pastior hätte immerhin eine Vorbildfunktion für die junge rumäniendeutsche Literatur gehabt, so auch für die Aktionsgruppe. Kremm bezog die Position, dass „eine Aufarbeitung [...] durch die schreibende Intellektualität Rumäniens [...] nahezu inexistent“ sei. Nach der Rumänischen Revolution 1989 habe er gehofft, „jetzt würde endlich die Schubladenliteratur veröffentlicht werden. Nichts ist passiert: Es hat keine Schubladenliteratur gegeben, weil die rumänische Intellektualität mentalitätsmäßig nicht dazu neigt, revolutionär zu sein.“